# Тріазавірин
Тріазавіри́н (англ. Triazavirin), також метилтіонітрооксодигідротріазолотриазині́д на́трію, Ріамілові́р — синтетичний противірусний препарат, що належить до групи азолоазинів, розроблений у Росії. Ефективність препарату не доведена за міжнародними стандартами, зареєстрований препарат суто в Росії.

## Опис препарату
Препарат розроблений за часів СРСР хіміками: вченими Уральського державного університету, Інституту органічного синтезу імені І. Я. Постовського Уральського відділу РАН та Науково-дослідного інституту грипу міністерства охорони здоров'я Росії.
Тріазавірин (Метилтіонітрооксодигідротріазолотриазинід натрію) є синтетичним аналогом основ пуринових нуклеозидів (гуаніну). За хімічною структурою належить до азолоазинів — гетероциклічних сполук, які структурно нагадують азотисті основи, які є складовими частинами ДНК і РНК. Дослідження азолоазинів розпочалось в Уральському політехнічному інституті в 1993 році.
Тріазавірин випущений на російський ринок у 2014 році резидентом Сколково ТзОВ «Уральський центр біофармацевтичних технологій». На розробку тріазавірину в 2005 році вкладені 140 мільйонів рублів з бюджету Російської Федерації, а в 2012 році ще 149 мільйонів рублів.
З 2014 року фармацевтична субстанція «метилтіонітрооксодигідротріазолотриазинід натрію» та лікарський засіб «Тріазавірин» випускаються на уральському фармацевтичному підприємстві «Медсинтез». У 2018 році фармацевтична субстанція перереєстрована під назвою «ріаміловір».
Препарат зареєстрований суто в Росії. 2014 року виробник пообіцяв пройти процедуру реєстрації в Європейському Союзі.

## Фізичні властивості
Тріазавірин у чистому вигляді є порошком або гранулами жовтого або жовто-зеленого кольору.

## Фармакологічні властивості
Механізм дії тріазавірину невідомий. До кінця 2011 року розробники препарату обіцяли його визначити. Пізніше виробники заявили, що препарат інгібує синтез вірусної РНК та репликацію геномних фрагментів.

### Фармакокінетика
Згідно інструкції до препарату, він всмоктується в травному тракті, максимальна концентрація досягається протягом 1−1,5 години після прийому преарату, до 45 % препарату виводиться з сечею в незміненому вигляді.

## Ефективність
In vitro препарат не показав ефективності. За словами одного з розробників препарату, в організмі тварин він показав чудову ефективність.
Якісні клінічні дослідження, які відповідають стандартам доказової медицини, для триазавірину не проводились. Існуючі дослідження in vitro не мають доказової сили в клінічній практиці.